# Marcus Ericsson
Tìm thấy Birth_date, Tìm thấy 2015 Team, 
Marcus Ericsson (sinh ngày 02 tháng 9 năm 1990) là một vận động viên đua xe Thụy Điển hiện đang đua cho Sauber trong Công thức 1, nơi anh được ký hợp đồng đến hết mùa giải 2016. Sau lần đua đầu tiền thành công năm 2007 chứng kiến anh đạt danh hiệu Formula BMW Anh tvới Fortec Motorsport, anh đã chuyển sang đội Công thức 3 Anh. Sau khi hoàn thành như là một trong những tay đua mới trong vòng loại, Ericsson chuyển đến đến Giải vô địch Công thức 3 toàn Nhật Bản nơi anh đã giành chức vô địch trong lần ra mắt đầu tiên. Năm 2010, anh đã chuyển đến GP2 Series nơi anh giành một chiến thắng trong trận đầu tiên cho Super Nova Racing. Giũa năm 2011 và 2012, Ericsson đua cho iSport. Ericsson đã hoàn thành mùa giải 2013 GP2 với DAMS, và đua lần đầu trong Công thức 1 ở 2014 với Caterham F1.